# 愛のかたち (ケイト・ブッシュのアルバム)
『愛のかたち』（原題：Hounds of Love）は、イギリスのシンガーソングライター、ケイト・ブッシュが1985年に発表した5作目のスタジオ・アルバム。

## 背景
セルフ・プロデュース体制で制作された前作『ドリーミング』（1982年）は期待していたほどの商業的成功を収められなかったため、EMIは外部プロデューサーの起用を要求するが、ブッシュはそれを拒否した。そして、ブッシュはロンドンを離れてケントのファームハウスに移住し、1983年の夏から秋にかけて8トラック・レコーダーで新曲のホーム・レコーディングを行った後、同年11月4日より正式なレコーディングを開始した。1984年春には、アイルランドでドーナル・ラニー等を迎えて一部のセッションを行った。
LPのサイド1は「Hounds of Love」と題され、サイド2は「The Ninth Wave」と題された。前者は特にコンセプトを持たず、5曲中4曲がシングル・カットされており、後者には、水難事故で投げ出された女性が救出されるまでの物語を描いた組曲風の7曲が収録された。
タイトル曲では、1957年のホラー映画『Night of the Demon』におけるモーリス・デナムの叫び声がサンプリングされている。また、「魔女」で使用されたヘリコプターの音は、ピンク・フロイドのアルバム『ザ・ウォール』から引用された。「クラウドバスティング」は、ピーター・ライヒが実父である精神分析家ヴィルヘルム・ライヒについて書いた1973年の書籍『A Book of Dreams』にインスパイアされて作られた。
ジャケット写真に写っている2匹の犬は、ブッシュの飼い犬「ボニー」と「クライド」である。

## リリース
本作からの先行シングル「神秘の丘」は、1985年8月5日にリリースされた。そして9月9日には、正式発売に先がけて本作がロンドン・プラネタリウムにおいて公開された。
LPと同時発売されたカセットは、サイド1の末尾に「神秘の丘」の12インチ・シングル・ヴァージョンが追加収録されている。
全英アルバムチャートでは合計3週にわたり1位を獲得し、『魔物語』（1980年）以来の全英チャート1位獲得アルバムとなった。オランダのアルバム・チャートでは2週にわたって1位を獲得し、同国において『天使と小悪魔』（1978年）以来の1位獲得を果たした。ドイツのアルバムチャートでは3週連続で2位となり、合計32週トップ70入りした。
アメリカのBillboard 200では30位に達し、自身初の全米トップ40アルバムとなった。日本初回盤LP (EMS-91113)は1985年9月28日に発売され、オリコンLPチャートでは36位に達し、前4作のスタジオ・アルバムに引き続き、日本でのトップ40入りを果たした。
2022年、シングル「神秘の丘」は、Netflixのドラマ「ストレンジャー・シングス 未知の世界」で使用されたことにより全米シングル・チャート(Billboard Hot 100)で8位を記録した。また、全英シングル・チャート(Music Week)では、1位を記録した。
ブッシュは後に、本作の成功によって「EMIはその頃から、私のことを放っておいてくれるようになった」と語っている。

## 評価
Bruce Ederはオールミュージックにおいて5点満点中4.5点を付け「あまりにも冒険的かつ複雑なため手厳しく批評された『ドリーミング』と同様、構成、心象風景、非音楽的な要素の引用のどれを取っても入り組んでいる。しかし、『愛のかたち』は、ポップ・レコードとしてより入念に作り込まれ、印象に残るメロディやアレンジに富んでおり、アレンジ面ではオーケストラ的なプログレッシブ・ポップからワット数の高いトラディショナル・フォークまで、様々な表現法に及んでいる」と評している。新谷洋子は2012年執筆のレビューにおいて「30年を経ても全く古びて聞こえないのは、当時のトレンドと一切接点のない独自のスタイルを貫いていたためだろう」と評している。また、バリー・ウォルターは2016年、ピッチフォークのレビューにおいて満点の10点を付け「『愛のかたち』は、ブッシュに登れない『作曲の山』などないことを証明した」「デジタル時代の夜明けにおける『サージェント・ペパーズ・ロンリー・ハーツ・クラブ・バンド』であり、洞察力に満ちた想像力を持つポップ・ミュージックの金字塔」と評している。
『NME』誌が選出した1985年のベスト・アルバム&トラックでは、本作がアルバム部門の10位、「神秘の丘」がトラック部門の3位にランク・インした。
『ローリング・ストーン誌が選ぶオールタイム・ベストアルバム500』（2020年版)において、68位にランクイン。

## リイシュー
1997年6月、EMI創立100周年を記念したシリーズ「EMI 100」の一つとして、6曲のボーナス・トラックを追加収録した本作のリマスターCDが発売された。ボーナス・トラックのうち「Be Kind to My Mistakes」は1986年公開の映画『漂流者 2人だけの島』に提供された曲で、「Under the Ivy」はシングル「神秘の丘」のB面曲、「Burning Bridge」はシングル「クラウドバスティング」のB面曲、「My Lagan Love」は「クラウドバスティング」の12インチ・シングル限定のB面曲である。
2011年に発売された本作のリマスターCDでは、「大空」はシングル・ミックスに差し替えられた。
2018年、このアルバムを含む全音源が本人とジェームス・ガスリーによるリマスターで再発売されている。

## 収録曲
特記なき楽曲はケイト・ブッシュ作。

### サイド1: Hounds of Love
1. 神秘の丘 - "Running Up That Hill (A Deal with God)" - 5:00
2. 愛のかたち - "Hounds of Love" - 3:02
3. 大空 - "The Big Sky" - 4:40
4. 母親 - "Mother Stands for Comfort" - 3:08
5. クラウドバスティング - "Cloudbusting" - 5:09

### サイド2: The Ninth Wave
1. 羊の夢 - "And Dream of Sheep" - 2:45
2. 氷の下 - "Under Ice" - 2:22
3. 魔女 - "Waking the Witch" - 4:17
4. ウォッチング・ユー・ウィズアウト・ミー - "Watching You Without Me" - 4:05
5. ジグ・オブ・ライフ - "Jig of Life" - 4:16
6. こんにちは地球 - "Hello Earth" - 5:59
7. 朝もやの中で - "The Morning Fog" - 2:37

### 1997年リマスターCDボーナス・トラック
1. "The Big Sky (Meteorological Mix)" - 7:44
2. "Running Up That Hill (12" Mix)" - 5:45
3. "Be Kind to My Mistakes" - 3:00
4. "Under the Ivy" - 2:08
5. "Burning Bridge" - 4:38
6. "My Lagan Love" (Traditional / Lyrics by John Carder Bush) - 2:30

## シングル
本作からのシングルのチャート最高順位を示す。
| タイトル             | アメリカ | イギリス | オランダ |
| -------------------- | -------- | -------- | -------- |
| 神秘の丘             | 30位     | 3位      | 6位      |
| クラウドバスティング | -        | 20位     | 13位     |
| 愛のかたち           | -        | 18位     | -        |
| 大空                 | -        | 37位     | -        |

## 参加ミュージシャン
- ケイト・ブッシュ - ボーカル、ピアノ、フェアライトCMI
- パディ・ブッシュ（英語版） - バラライカ(on #1)、ディジュリドゥ(on #3, #10)、ヴァイオリン(on #12)、フヤラ(on #12)、バッキング・ボーカル(on #5, #7)
- ドーナル・ラニー - ブズーキ(on #6, #10, #11)、バウロン(on #10)
- ジョン・シーハン - ティン・ホイッスル(on #6, #10)、フィドル(on #10)
- リアム・オフリン（英語版） - イリアン・パイプス(on #10, #11)
- ブライアン・バース - ギター(on #11)、バッキング・ボーカル(on #5)
- ジョン・ウィリアムス - ギター(on #12)
- ケヴィン・マッカレア - シンセサイザー(on #8, #12)
- デル・パーマー - プログラミング、ベース(on #1, #12)、フェアライト・ベース(on #8)、手拍子(on #3)、バッキング・ボーカル(on #5)
- ユース（英語版） - ベース(on #3)
- エバーハルト・ウェーバー - ベース(on #4, #11)
- ダニー・トンプソン - ベース(on #9)
- スチュアート・エリオット - ドラムス(on #1, #2, #4, #5, #9, #10, #11)
- チャーリー・モーガン - ドラムス(on #2, #3, #5, #8, #10)、手拍子(on #3)
- モーリス・パート - パーカッション(on #3)
- ジョナサン・ウィリアムズ - チェロ(on #2)
- The Medicci Sextet - ストリングス(on #5)
- ジョン・カーダー・ブッシュ - バッキング・ボーカル(on #5)、ナレーション(on #10)
- The Richard Hickox Singers - クワイア(on #11)
- ビル・ウィーラン（英語版） - アイリッシュ・アレンジ
- マイケル・ケイメン - オーケストラ・アレンジ
- デイヴ・ローソン - ストリングス・アレンジ(on #5)
- マイケル・バークリー - ボーカル・アレンジ(on #11)